# Manacor
Manacor je španělské město ležící ve východní části ostrova Mallorca (též Majorka). Jedná se o turisticky atraktivní místo a každé pondělí po celý rok se zde konají největší trhy na celém ostrově. Oblíbenou turistickou lokací je městečko Porto Cristo nebo místní jeskyně. Ve městě se vyrábí nábytek a známé jsou též zde vyráběné umělé perly.

## Historie

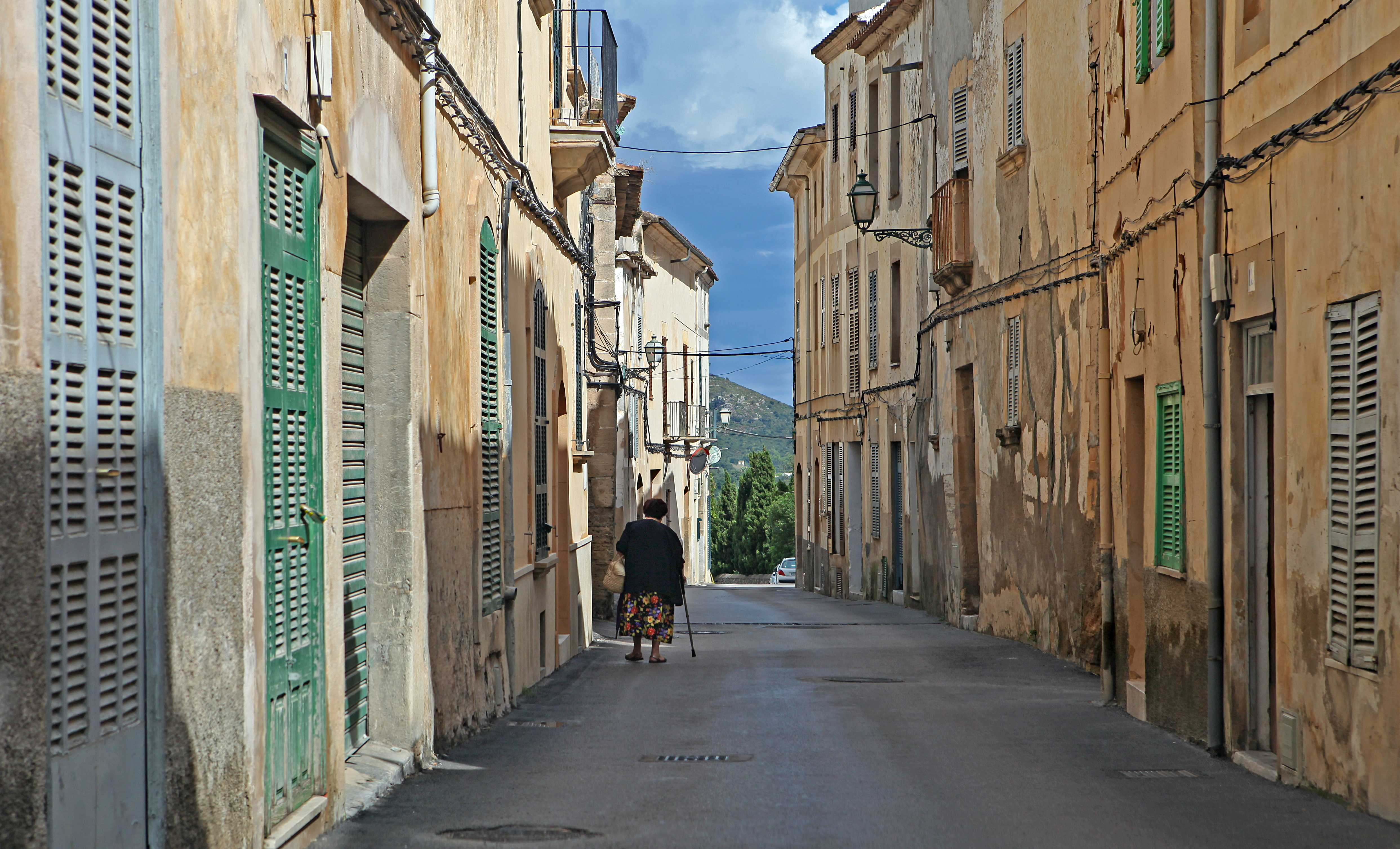
Ulice Manacoru

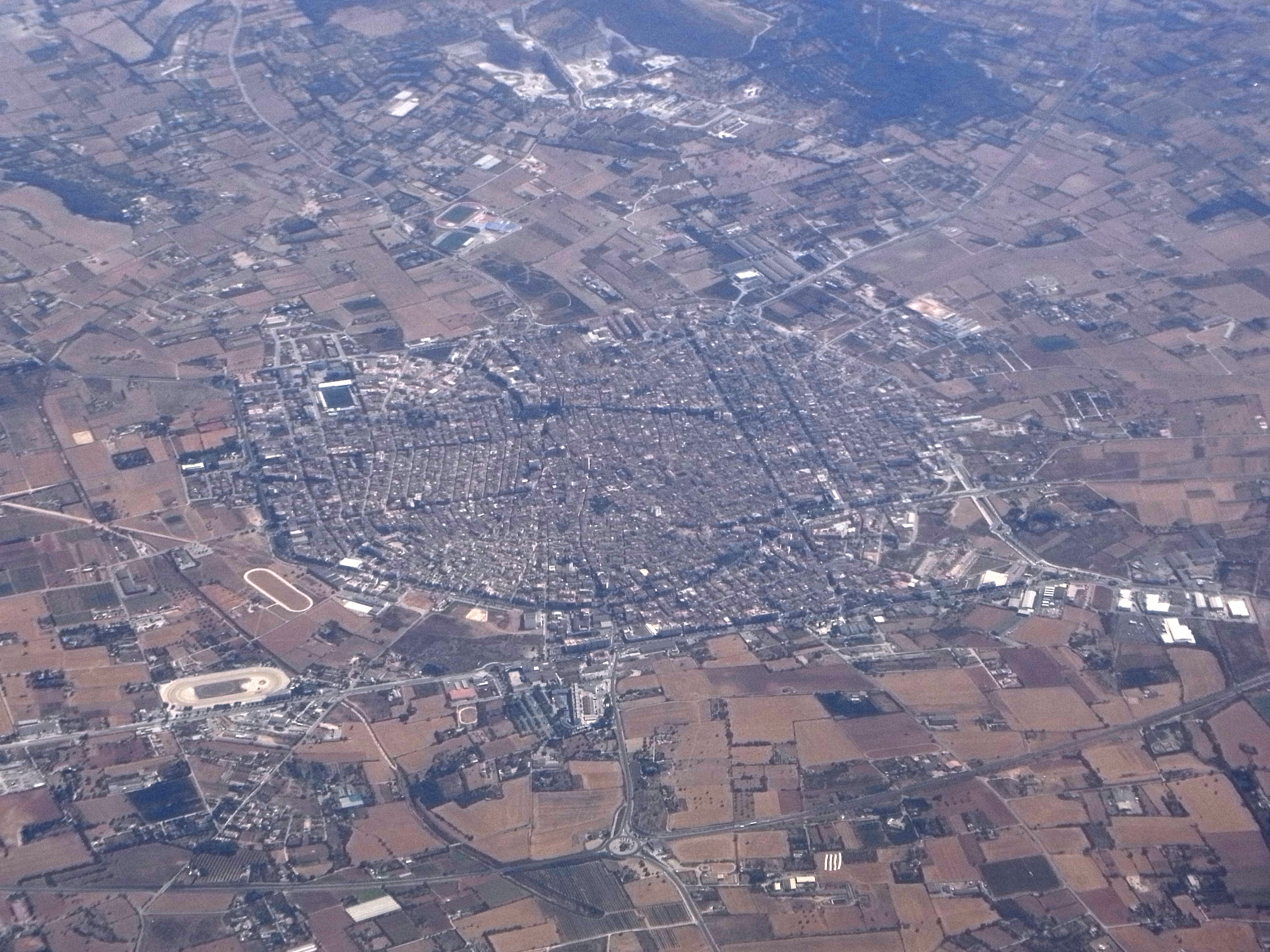
Pohled na město z výšky

Oblast Manacoru byla poprvé osídlena v době přibližně 2000–1200 let př. n. l. Zhruba z toho období pocházejí hroby a také zbytky staveb, někdy i celé vesnice. Historie samotného města, nikoliv oblasti, sahá ale také daleko, ještě před nadvládou muslimů nad Španělskem a přilehlými Baleáry. Ponorka objevila ve městě Porto Cristo, které spadá pod Manacor, zbytky konstrukcí, což dokazuje, že Manacor byl původně římský přístav. Existovaly zde i křesťanské komunity, což dokládají zbytky dvou bazilik: sa Carrotja a son Peretó.

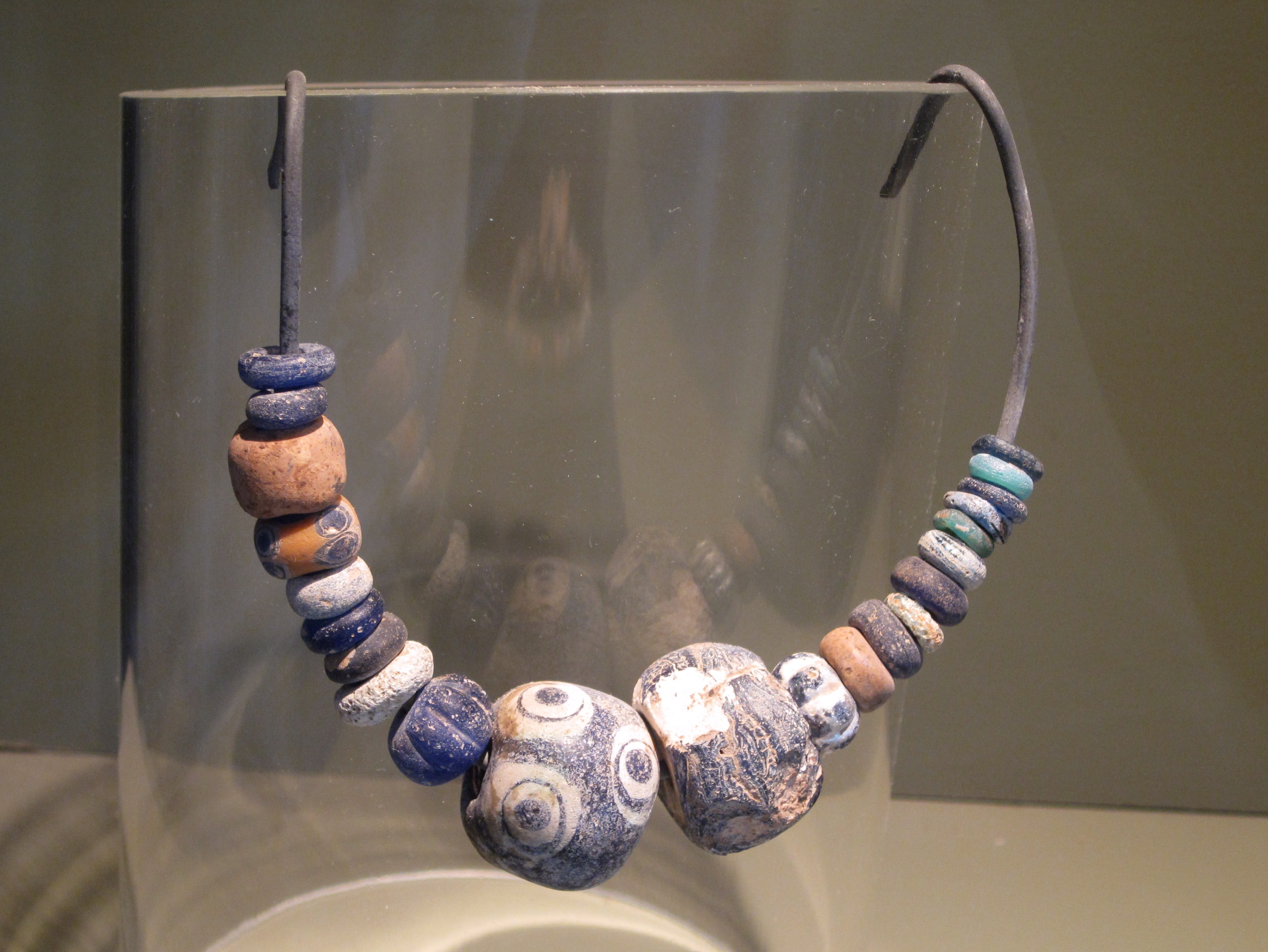
Náhrdelník vystavený v muzeu v Manacoru

Po vypuknutí invaze muslimů do Španělska daroval král Jakub I. Aragonský oblast i vesnici Manacoru státníkovi Nuñovi Sánchezovi. Roku 1300 Manacoru udělil Jakub II. Aragonský status obce. Roku 1414 do města přišel Vincenc Ferrerský. Ještě roku 1455 byl Vincenc kanonizován a v Manacoru byl roku 1576 založen klášter zasvěcený jemu, krátce po tom, co zde vyrostl barokní kostel.

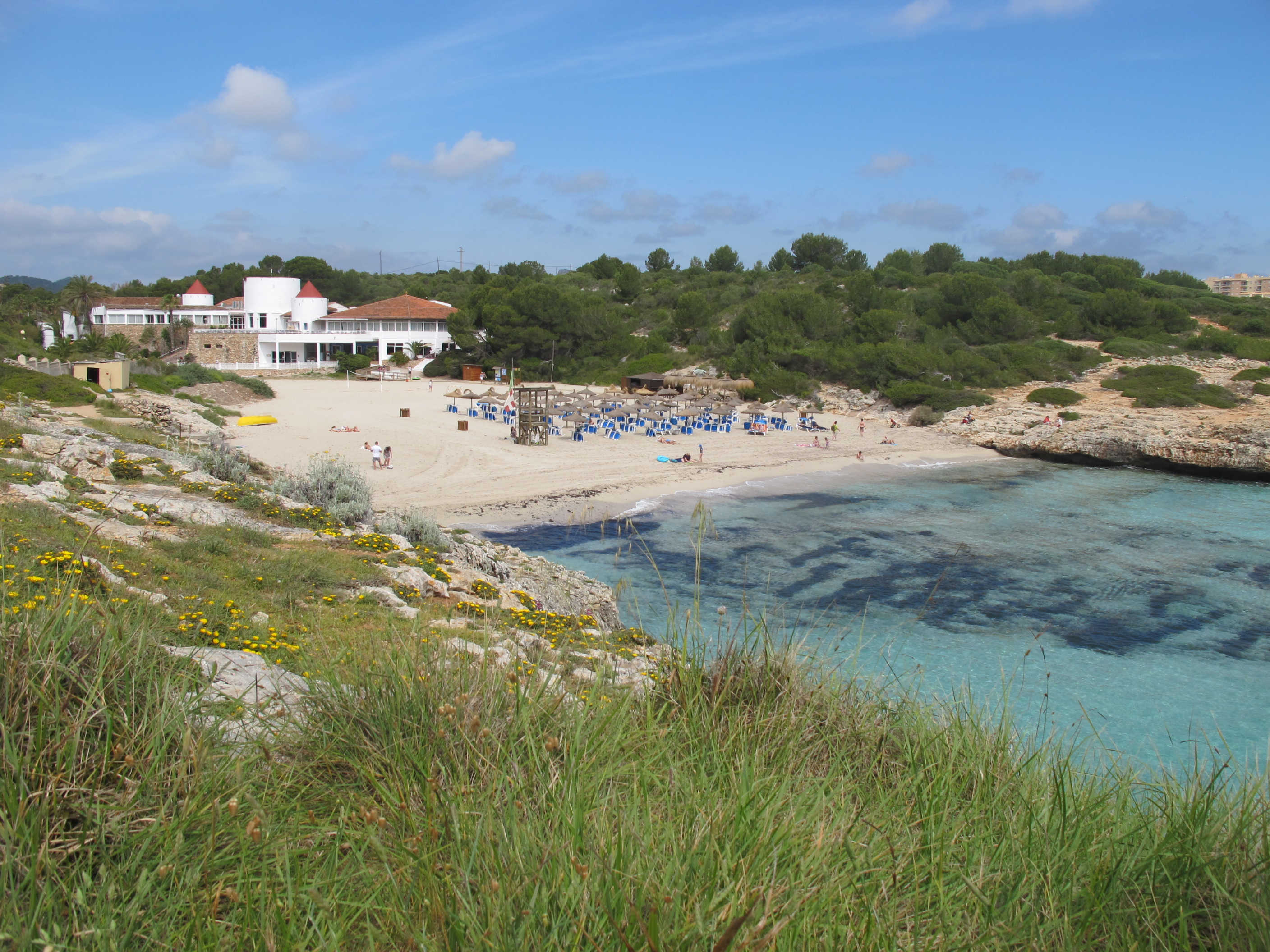
Záliv Cala Domingo

Roku 1879 byla vybudována železnice, která spojovala Manacor s městem Inca. O rok později začala výstavba nového kostela Nostra Senyora dels Dolors, který se měl nacházet na pozůstatcích původního kostela, jenž zde stál okolo roku 1232. Zvonice tohoto kostela, který stále stojí, je symbolem města a měří 75 metrů. Roku 1897 zde vznikla první výrobna umělých perel, které později město proslavily. Od roku 1912 je Manacor nositelem titulu město.
Během španělské občanské války, roku 1936, se republikánské síly pokusily přistát u břehu Porto Cristo, ale břeh ochránili nacionalisté. Samotné město pod jejich vládou přestalo prosperovat a nakonec byl nacionalisty zabit i tehdejší starosta Manacoru; Antoni Amer Llodrà.

## Kultura
V Manacoru každoročně 17. ledna probíhá svátek zvaný Sant Antoni, jenž je slavený na počest Antonína Velikého. Slaví se tancem a v noci jsou zapáleny ohně po celém městě. Lidé jí místní speciality; pokrmy llangonisses a botifarrons, které jsou připravené z vepřového masa. Další den, 18. ledna, se slaví svátek Beneïdes, kdy městem procházejí průvody lidí převlečených do masek zvířat. Sám Antonín Veliký je patronem zvířat.
Od konce května do začátku června se v Manacoru pořádají veletrhy Fires i Festes de Primavera. Tyto veletrhy uzavírají průvody lidí jdoucí městem. Dalším významným veletrhem je veletrh svatého Jakuba, patrona města, který se každoročně koná 25. července.
V září nebo říjnu obvykle probíhají mnohá divadelní sezóna. Dále se ve městě dá i dobře sportovat, mezi zajímavější činnosti patři koňské dostihy.

## Geografie a flóra
Obecně panuje tvrzení, že město se dělí na tři geografické části: plochá oblast Pla, Serra de Llevant a Marina. Většina města stojí na ploše Pla, naopak Marina je typ reliéfu tvořený bílým pískem a vápencovými krasy. Právě v oblasti Marina se nachází turisticky atraktivní jeskyně Drach a nedaleko pobřeží se nachází i jeskyně Gleda-Camp des Pou, pravděpodobně nejdelší podvodní jeskyně v Evropě. Na délku má více než 13 kilometrů. Pobřeží Manacoru též zdobí velké množství zátok: S'illot , Cala Morlanda, Cala Petita, Cala Anguila, Cala Mendia, S'Estany d'en Mas, Cala Falco, Cala Murada...
Klima je typicky středomořské, průměrná roční teplota se pohybuje mezi 16 až 17 °C a podnebí je suché. Toto podnebí ale příliš nesvědčí rostlinám: celkově zabírá les 20 % z výměry Manacoru, avšak jedná se spíše o svahy řídce porostlé borovicemi lesními. Původní zdejší rostliny, například dub cesmínovitý, jsou zde téměř vzácně nebo vůbec. 74 % výměry města zabírají zemědělské plochy. Zde rostou mandloně, fíkovníky, vinná réva...

## Ekonomika
Až do 19. století byla ekonomika Manacoru závislá na zemědělství, především pěstování vinné révy, a na chovu ovcí. Právě v 19. století ale začala probíhat industrializace města a průmyslová centra mohla začít lépe využívat vypěstované plodiny. Poprvé byly vystavěny i lihovary a větrné mlýny. V průběhu 20. století se pak stala nejzásadnější výroba umělých perel, na dalším místě byla keramika a výroba likérů a vín. Od roku 1960 je ekonomika města zaměřena na cestovní ruch.

## Rodáci
- Antoni Maria Alcover
- Elena Gómez
- Luis Ladaria
- Rafael Nadal
- Albert Riera
- Joan Guillem Truyols